# Richard Howe
Richard Howe, 1.º Conde de Howe (8 de marzo de 1726 - 5 de agosto de 1799) fue un oficial naval británico que alcanzó el rango de Almirante de Flota y que prestó unos notables servicios especialmente durante la guerra de Independencia de los Estados Unidos y las Guerras revolucionarias francesas. Richard Howe era hermano de George y William Howe.
Era popularmente conocido por el apodo Black Dick (que podría traducirse como «Ricardito Negro») por sus hombres, así como por los medios de comunicación londinenses.

## Nacimiento - Familia
Richard Howe nació en Londres y fue el segundo hijo de  Emanuel Howe y Mary Sophia Charlotte Howe la cual estaba indirectamente emparentada con el rey Jorge I de Gran Bretaña lo que explicaría la rapidez en los ascensos de Richard.
Lord Howe se casó el 10 de marzo de 1758 con Mary Hartop con la que tuvo tres hijas. Por este motivo, tanto el título de conde de Howe como el de vizconde de Howe, sólo heredables por un hijo varón, se extinguieron con Richard Howe. Sin embargo, su hija Sophie Howe heredó la baronía de Howe, y su hijo Richard William Penn Curzon —el nieto de Black Dick—, legalmente adoptó el apellido Howe en 1821, llamándose a partir de entonces Curzon-Howe, y el año siguiente obtuvo la re-creación del condado, convirtiéndose así el nieto del Primer Conde Howe (de la primera creación) en el nuevo Primer Conde Howe (de la segunda creación).
Black Dick es antepasado de la princesa Diana de Gales y por tanto lo es también de los príncipes Guillermo, Jorge y Enrique de Gales, segundo, tercero y cuarto en la línea de sucesión al trono británico.

## Carrera naval

### Primeros años
Ingresó en la Royal Navy a la edad de trece años como guardiamarina entrando a servir en el HMS Severn que intentó rodear el Cabo de Hornos aunque fracasó en el intento y tuvo que regresar a Inglaterra.
Fue destinado entonces al HMS Burford participando el 18 de febrero de 1743 en la Batalla de La Guaira donde resultó herido de gravedad. En 1744 fue ascendido a teniente.
Durante los Levantamientos jacobitas de 1745 estuvo al mando del sloop Baltimore siendo de nuevo herido gravemente en la cabeza en una acción contra barcos franceses en el Mar del Norte.
En 1746 es nombrado capitán comandando el HMS Triton y poco después el HMS Cornwall. El 2 de octubre de 1748 participa en la Batalla de La Habana.

### Guerra de los Siete Años
En 1755 acompañó a Edward Boscawen a Norteamérica como capitán del HMS Dunkirk consiguiendo el 8 de junio la captura del barco Alcide. Los años siguientes participó en varias batallas importantes como la Batalla de Saint Cast o el Ataque a Rochefort entre otras.

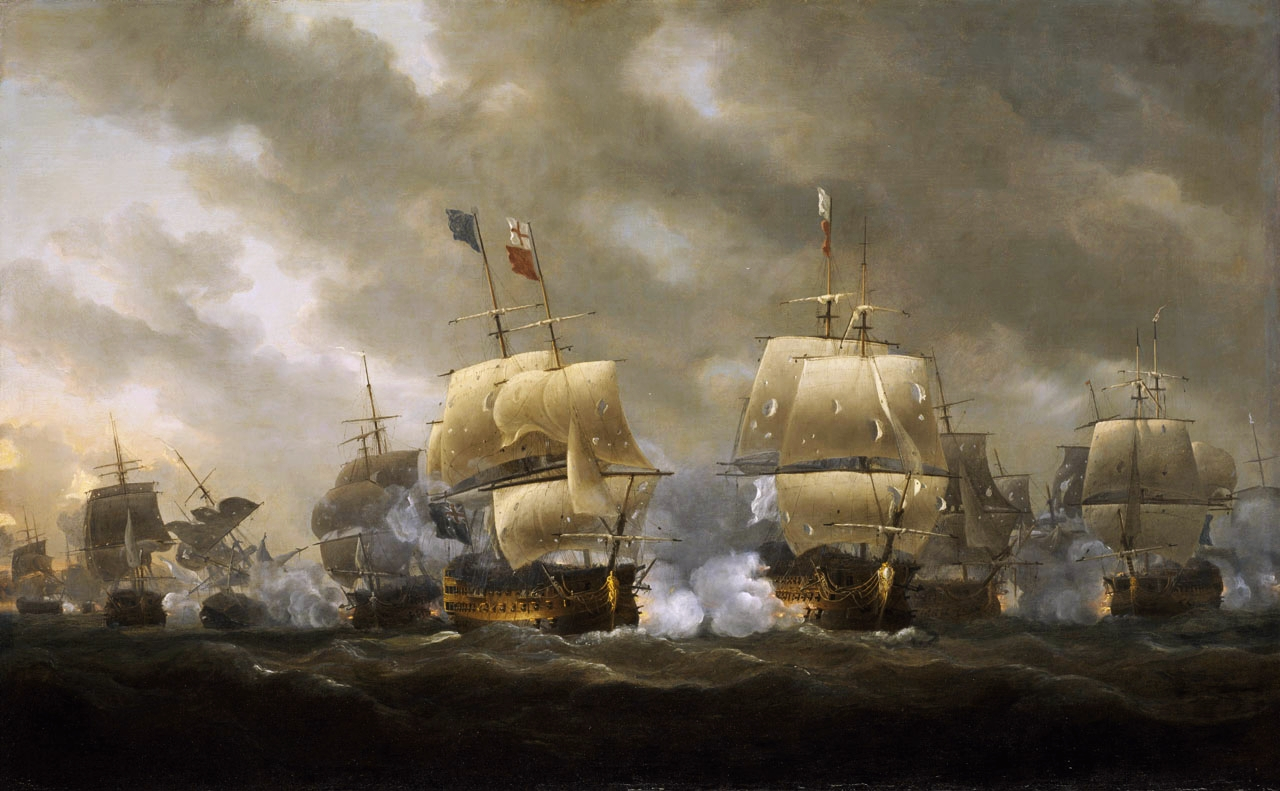
Batalla de la Bahía de Quiberon donde la actuación de Richard Howe resultó decisiva.Óleo de Nicholas Pocock.

El 20 de noviembre de 1759 Howe dirigió la flota del barón Edward Hawke como capitán del Magnanime en la Batalla de la Bahía de Quiberon donde los británicos ganaron una decisiva batalla a los franceses arruinando sus planes para la invasión Gran Bretaña.
Después de la muerte de su hermano mayor, muerto en acción cerca del fuerte de Ticonderoga el 6 de julio de 1758, Richard Howe se convierte en Vizconde Howe y más tarde en conde entrando a formar parte de la Cámara de los Lores. De 1763 a 1765 fue miembro del Almirantazgo y de 1765 a 1770 tesorero de la Armada. 
Al dejar este cargo es ascendido a contralmirante y nombrado Comandante en jefe de la Flota del Mediterráneo. En 1775 asciende a Vicealmirante y puesto al mando de la flota de Norteamérica.

### Guerra de Independencia de los Estados Unidos
Al comienzo de la guerra de Independencia de los Estados Unidos Howe fue conocido por ser comprensivo con la postura de los colonos norteamericanos llegando a entablar cierto grado de amistad con Benjamin Franklin. Este fue uno de los motivos por los que fue elegido como comandante en América formando enseguida una comisión junto a su hermano William Howe, jefe de las fuerzas terrestres, con el propósito de intentar una reconciliación. El resultado fue la Conferencia de paz de Staten Island el 11 de septiembre de 1776 en donde nada se consiguió.
Posteriormente participó en un bloqueo naval a las costas de Norteamérica que resultó inútil.
En 1777 prestó apoyo  en la Campaña de Filadelfia transportando las tropas de su hermano hasta el lugar del desembarco.
Howe abandonó el mando de América en septiembre de 1778 y por diversas desavenencias políticas y  algunos roces que tuvo con el primer ministro Frederick North, Howe no volvió a aceptar un mando estando prácticamente retirado del servicio activo, tiempo que aprovechó para crear un sistema telegráfico de señales por banderas que la Royal Navy estuvo usando hasta 1802 que fue mejorado por Home Riggs Popham.
En 1782, el premier británico lord North dejó el puesto y Howe volvió a asumir un mando haciéndose cargo de la Flota del Canal.
Durante el Sitio de Gibraltar (1779-1783), Howe consiguió abastecer a las tropas sitiadas en la roca teniendo un enfrentamiento con una flota conjunta hispano-francesa en la Batalla del Cabo Espartel en 1782.
De 1783 a 1788 Richard Howe sirvió como Primer Lord del Almirantazgo.

### Guerras Revolucionarias Francesas
Desde el comienzo de las guerras de la Primera Coalición Howe se hizo cargo de nuevo de la Flota del Canal. Los que siguieron fueron los años más gloriosos de su vida y su mayor logro el conseguido en la batalla del Glorioso Primero de Junio donde Howe, con casi 70 años y en un gran alarde táctico, hundió siete navíos enemigos sin que llegaran a hundir ninguno de su flota.

## Últimos años y legado
En 1797 fue llamado para pacificar los Motines Spithead y era tan grande el respeto que le profesaban los marineros que su mera presencia sirvió para aplacar los ánimos. Además, Howe vio que algunas de las reivindicaciones de los amotinados eran justas consiguiendo llegar a un acuerdo que satisfizo a la mayoría.
En 1797 fue nombrado caballero de la Nobilísima Orden de la Jarretera.
Richard Howe murió el 5 de agosto de 1799 en su casa de Londres por un ataque de gota.
Cuatro barcos de guerra han sido bautizados con el nombre de HMS Howe en su honor además de varios lugares por el mundo como la Isla de Lord Howe o el Cabo Howe en Australia.

## Apodo
Las fuentes difieren acerca del motivo por el cual a Howe se le conocía popularmente como Black Dick.  Según el Watford Observer, era porque Dick nunca sonreía, excepto antes de iniciar batalla.  Otros dicen que era por su tez, oscurecida tras décadas de marinería, o por su carácter sombrío.